# Electric Light Orchestra
Pour les articles homonymes, voir ELO.
Electric Light Orchestra, souvent abrégé ELO, est un groupe britannique de rock originaire de Birmingham en Angleterre.
Sa musique se veut un croisement d'influences classiques, rock et pop. Il rencontre un grand succès dans les années 1970 avec des chansons comme Roll Over Beethoven (une reprise de Chuck Berry), Mr. Blue Sky, Telephone Line ou Evil Woman.
Le groupe fait son entrée au Rock and Roll Hall of Fame en 2017.

## Biographie

### Débuts (1971-1974)
Le groupe est formé par Jeff Lynne, Roy Wood et Bev Bevan en 1970 avec l'intention de créer une musique d'un genre nouveau utilisant le violon et le violoncelle dans un contexte rock. Les trois hommes tentent à l'origine de conduire de front les expérimentations d'ELO avec les sorties plus « conventionnelles » de leur précédent groupe, The Move, mais ce dernier ne tarde pas à disparaître totalement au profit de la nouvelle formation. Roy Wood quitte ELO peu après la sortie du premier album, The Electric Light Orchestra (1971), jugeant qu'il n'y a pas la place pour deux leaders dans un même groupe, laissant Jeff Lynne seul maître à bord.
Roy Wood ayant entraîné avec lui une partie des musiciens pour former Wizzard, ELO recrute de nouveaux musiciens dont le claviériste Richard Tandy et enregistre ELO II en 1973 qui contient un de ses plus grands succès : Roll Over Beethoven, reprise de Chuck Berry qui commence par un extrait de la cinquième symphonie de Beethoven. Suivent les albums On the Third Day (1973) et Eldorado (1974), qui contient le titre Can't Get It Out of My Head.

### Apogée (1975-1980)
En 1975, le bassiste et chanteur Kelly Groucutt et le violoncelliste Melvyn Gale intègrent le groupe pour l'enregistrement de l'album Face the Music, qui marque une évolution vers une musique extrêmement chargée d'effets sonores. La phase du succès mondial commence alors. L'album contient notamment les titres Evil Woman et Strange Magic.
Le premier logo du groupe, semblable à celui de la compagnie General Electric, est remplacé à partir de 1976 par une création de John Kosh, qui apparaît notamment sur la pochette de l'album A New World Record.
L'album A New World Record (1976) se vend par millions à travers le monde et reste le plus gros succès (album) de l'histoire du groupe, grâce notamment aux titres Livin' Thing, Do Ya et Telephone Line. À la suite de la sortie du double album Out of the Blue (1977) dont sont extraits les singles Turn to Stone, Sweet Talkin' Woman et Mr. Blue Sky, ELO se lance en 1978 dans une tournée mondiale, intitulée The Big Night, où les musiciens apparaissent sur scène sortant d'une soucoupe volante crachant des rayons laser (en plein succès de Rencontres du troisième type, le film de Steven Spielberg).
Sur Discovery (1979), les synthétiseurs ont remplacé les violons et l'influence du disco se fait nettement sentir. ELO décroche son plus grand succès aux États-Unis avec le titre Don't Bring Me Down. Figurent également sur l'album les singles Shine a Little Love, Last Train to London (le plus gros succès du groupe en Europe) et The Diary of Horace Wimp. Victimes du synthétiseur, le violoniste Mik Kaminski et les violoncellistes Hugh McDowell et Melvyn Gale quittent le groupe peu après l'enregistrement.
En 1980, Jeff Lynne écrit la moitié des morceaux de la comédie musicale Xanadu avec Olivia Newton-John. La bande originale obtient d'ailleurs bien plus de succès que le film lui-même. On y retrouve les hits Magic d'Olivia Newton-John (numéro un aux États-Unis) et I'm Alive et All Over the World d'ELO. La chanson-titre du film, où Olivia Newton-John chante en duo avec ELO, est le seul numéro un décroché par le groupe au Royaume-Uni.

### Déclin (1981-1986)

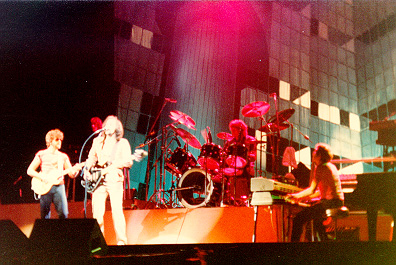
Electric Light Orchestra sur scène durant la tournée Time vers 1982.

L'album Time (1981), bâti autour d'un concept de science-fiction, se vend encore très bien, en partie grâce au single Hold on Tight qui est chanté en partie en français : « Accroche-toi à ton rêve... ». Les synthétiseurs sont encore très présents, mais l'arrivée de la new wave lui fait du tort et sa popularité commence à décroître.
Secret Messages sort en 1983 et doit être un double album, mais sous la pression de la maison de disques, il n'en est rien. C'est ainsi que de nombreux morceaux ne sont apparus que sur des faces B de 45 tours ou plus tard en bonus dans des coffrets et compilations. Le morceau hommage Beatles Forever n'a d'ailleurs jamais été publié. Après la sortie de l'album, Kelly Groucutt est renvoyé du groupe.
En 1986, ELO, réduit à un trio, réalise son dernier album, Balance of Power (singles : Calling America et So Serious) avant que chacun s'en aille suivre sa propre voie.

### Réunions (1990-2013)
En 1990, le batteur Bev Bevan (après un passage chez Black Sabbath) forme avec Mik Kaminski et Kelly Groucutt Electric Light Orchestra Part II sans l'accord de Jeff Lynne, pourtant tête pensante et âme du groupe. Cette formation enregistre deux albums qui rencontrent un faible succès. À la fin des années 1990, Bev Bevan finit par dissoudre ELO Part II, mais le reste du groupe officie toujours sous le nom de The Orchestra.
Jeff Lynne reforme brièvement ELO en 2001 et sort l'album Zoom. Excepté le clavier Richard Tandy, tous les musiciens sont de nouveaux membres. La tournée qui s'ensuit est raccourcie par manque de succès. Réalisé après la participation de Jeff Lynne aux Traveling Wilburys et la sortie de son album solo Armchair theatre (1990), l'album abandonne les sonorités électroniques d'antan et voit la participation d'invités prestigieux tels que les ex-Beatles Ringo Starr ou George Harrison, avec qui Lynne avait déjà collaboré sur le projet Anthology.

### ELO de Jeff Lynne (depuis 2014)
Après un concert à Hyde Park devant 50 000 spectateurs le 14 septembre 2014, Jeff Lynne redonne naissance à ELO pour un quatorzième album studio, Alone in the Universe, qui sort en novembre 2015. ELO jouent aussi à quelques shows télévisés américains comme The Tonight Show Starring Jimmy Fallon, Jimmy Kimmel Live et CBS This Morning.
De nombreux morceaux d'ELO continuent leur carrière : repris par d'autres artistes, réutilisés dans des publicités, des génériques, des bandes originales de films ou de jeux vidéo. En 2017, ils jouent à la tournée Alone in the Universe,. Ils jouent aussi au Rock and Roll Hall of Fame, lors de la 32e cérémonie d'intégration.

## Membres

### Membres actuels
- Jeff Lynne : chant, guitare, basse, claviers, batterie (1970-1986, 2000-2001, depuis 2014)

#### Membres de tournée
- Milton McDonald : guitare rythmique (depuis 2014)
- Mike Stevens : guitare acoustique, chœurs (depuis 2014)
- Iain Hornal : guitare solo, chœurs (depuis 2014)
- Roy Wood : sitar, chœurs (depuis 2014)
- Lee Pomeroy : basse, chœurs (depuis 2014)
- Marcus Byrne, Bernie Smith : claviers, chœurs (depuis 2014)
- Donavan Hepburn : batterie, percussion (depuis 2014)
- Melanie Lewis-McDonald : chœurs (depuis 2014)
- Rosie Langley : violon (depuis 2016)
- Amy Langley, Jess Cox : violoncelle (depuis 2016)
- Jess Cox : alto (depuis 2014)
- Jo Webb : claviers (depuis 2017)

### Anciens membres
- Richard Tandy (†) : claviers, chœurs, guitare, basse (1972-1986, 2000-2001, 2014-2017, 2019-2024), mort le 1er mai 2024
- Roy Wood : chant, guitare, basse, violoncelle, hautbois, basson, saxophone (1970-1972)
- Bev Bevan : batterie, percussions, chœurs (1970-1986)
- Bill Hunt : claviers, cors (1970-1972)
- Steve Woolam (†) : violon (1971), mort en 1971
- Rick Price : basse (1970-1971)
- Andy Craig : violoncelle (1972)
- Wilfred Gibson (†) : violon (1972-1973), mort le 21 octobre 2014
- Colin Walker : violoncelle (1972-1973)
- Hugh McDowell (†) : violoncelle (1972, 1973-1979), mort le 6 novembre 2018
- Mike Edwards (†) : violoncelle (1972-1975), mort le 3 septembre 2010
- Mik Kaminski : violon, claviers (1973-1979)
- Mike de Albuquerque : basse, chœurs (1972-1974)
- Melvyn Gale : violoncelle, claviers (1975-1979)
- Kelly Groucutt (†) : chœurs, basse (1975-1983), mort le 19 février 2009
- Louis Clark : chef d'orchestre (1974-1979, 1983)
- Marc Mann : guitare, claviers, arrangements (2000-2001)

#### Musiciens de concert
- Louis Clark : claviers (1981-1986)
- Dave Morgan : guitare, claviers, chœurs (1981-1986)
- Martin Smith : basse, chœurs (1986)
- Mik Kaminski : violon (1981-1986)
- Marc Mann : guitare, claviers, chœurs (2001,2014)
- Greg Bissonette : batterie, chœurs (2001)
- Mat Bissonette : basse, chœurs (2001)
- Peggy Baldwin, Sarah O'Brien : violoncelle (2001)
- Mick Wilson : percussions, chœurs (2014)
- Chereenne Allen : violon (2014)

## Discographie

### Albums studio
- 1971 : The Electric Light Orchestra (sorti aux États-Unis sous le titre No Answer en 1972, remasterisé en 2003)
- 1973 : ELO 2 (remasterisé en 2003)
- 1973 : On the Third Day
- 1974 : Eldorado (remasterisé en 2001)
- 1975 : Face the Music
- 1976 : A New World Record
- 1977 : Out of the Blue (remasterisé en 2007)
- 1979 : Discovery (remasterisé en 2001)
- 1980 : Xanadu (bande originale, avec Olivia Newton John)
- 1981 : Time (remasterisé en 2001)
- 1983 : Secret Messages (remasterisé en 2001)
- 1986 : Balance of Power (remasterisé en 2007)
- 2001 : Zoom
- 2015 : Alone in the Universe
- 2019 : From Out of Nowhere

### Albums en concert
- 1974 : The Night the Light Went On (In Long Beach)
- 1998 : Live at Winterland '76
- 1998 : Live at Wembley '78
- 1999 : Live at the BBC
- 2013 : Electric Light Orchestra Live
- 2017 : Wembley or Bust

### Compilations
- 1974 : Showdown
- 1976 : Olé ELO
- 1979 : ELO's Greatest Hits
- 1985 : A Perfect World of Music
- 1990 : Afterglow
- 1992 : Burning Bright
- 1995 : Strange Magic: The Best of Electric Light Orchestra
- 1997 : Light Years: The Very Best of Electric Light Orchestra
- 2000 : Flashback
- 2002 : Friends and Relatives
- 2003 : The Essential Electric Light Orchestra
- 2005 : All Over the World: The Very Best of Electric Light Orchestra
- 2006 : The Harvest Years 1970-1973
- 2007 : Ticket to the Moon: The Very Best of Electric Light Orchestra : Volume 2
- 2012 : Mr. Blue Sky: The Very Best of Electric Light Orchestra

### Singles
- 1972 : 10538 Overture
- 1973 : Roll Over Beethoven
- 1973 : Showdown
- 1974 : Ma-Ma-Ma Belle
- 1974 : Can't Get It Out of My Head
- 1975 : Boy Blue
- 1975 : Evil Woman
- 1976 : Strange Magic
- 1976 : Livin' Thing
- 1977 : Rockaria!
- 1977 : Do Ya
- 1977 : Telephone Line
- 1977 : Turn to Stone
- 1978 : Mr. Blue Sky
- 1978 : Wild West Hero
- 1978 : Sweet Talkin' Woman
- 1978 : It's Over
- 1979 : Shine a Little Love
- 1979 : The Diary of Horace Wimp
- 1979 : Don't Bring Me Down
- 1979 : Confusion
- 1979 : Last Train to London
- 1980 : I'm Alive
- 1980 : Xanadu
- 1980 : All Over the World
- 1980 : Don't Walk Away
- 1981 : Hold on Tight
- 1981 : Twilight
- 1981 : Rain Is Falling
- 1982 : Here Is the News / Ticket to the Moon
- 1983 : Rock 'n' Roll Is King
- 1983 : Secret Messages
- 1983 : Four Little Diamonds
- 1983 : Stranger
- 1986 : Calling America
- 1986 : So Serious
- 1986 : Getting to the Point
- 1990 : Destination Unknown
- 2001 : Alright
- 2001 : Moment in Paradise
- 2006 : Surrender
- 2007 : Latitude 88 North
- 2015 : When I Was a Boy